# チェッリオ・コン・ブレイア
チェッリオ・コン・ブレイア（伊: Cellio con Breia）は、イタリア共和国ピエモンテ州ヴェルチェッリ県にある、人口約1,000人の基礎自治体（コムーネ）。
2018年1月1日にブレイアとチェッリオが合併して発足した。

## 地理

### 位置・広がり
| 隣接するコムーネは以下の通り。括弧内のVBはヴェルバーノ・クジオ・オッソラ県所属を示す。 - ボルゴセージア - マドンナ・デル・サッソ (VB) - クアローナ - ヴァルドゥッジャ - ヴァラッロ |